# Балша II Балшич
Балша II Балшич (серб. Балша Балшић; *д/н — †18 вересня 1385) — князь Зети у 1378—1385 роках та князь Албанії у 1382—1385 роках.

## Життєпис

### Молоді роки
Походив з династії Балшичів. Син Балши I, князя Зети. Про дату народження Балши замало відомостей. Ймовірно зі старшими братами Страцімиром та Джураджем допомагав батькові у боротьбі за владу в приморській Зеті. У 1361 році разом з батьком та братами отримав громадянство Рагузької республіки, 1362 року — Венеції.
У 1362 році разом з братами переміг та вбив Джураша Ілліча (засновник династії Црноєвичів), правителя Верхньої Зети, і приєднав його землі до володінь Балшичів. Незабаром після цього помер його батько Балша I, і Балша разом з братами Страцімиром і Джураджем розділив владу в Зеті. Втім він не визнав зовнішню політику Зету, отримавши власне володіння. Допомагав сербському імператору Стефану Урошу V у протистоянні з Симеоном Синішою, царем Епіру та Фессалії.
Прагнучи приєднати інші землі стародавньої Дуклі, 1363 року Джурадж I, Страцімир і Балша II спробували підкорити Котор, але зіткнулися з протидією албанського правителя Карла Топіі, але зазнали поразки. 1368 році брав участь у війні проти міста Котор, але невдало. У 1372 році Балша пошлюбив доньку Івана Комніна Асеня, отримавши як посаг міста Берат і Каніна. Того ж року після смерті Олександра Комніна Асеня успадкував князівство Валону.

### Князювання
В 1378 році Балша II успадкував трон Зети після смерті брата Джураджа I. Влада Балши II поширювалася на околиці Скадарського озера і південну частину Зети. Частина феодалів Зети не підкорялася йому. Серед них особливо виділялися Црноєвічі, союзники венеційців. Втім йому на деякий час вдалося їх приборкати.
1382 року Балша II завдав нищівної поразки Карлу Топії, ставши князем Албанії. Втім боротьба з останнім тривала. 1385 року Балша II Балшич зробив спробу захопити важливе місто Діррахій, останній оплот Топії. Останній закликав на допомогу османів.
18 вересня 1385 року в битві на Саврському полі (неподалік від сучасного міста Люшня) князь Зети зазнав нищівної поразки від Хайредін-паши. Відрубану голову Балши II османський паша взяв собі як трофей. Владу успадкував небіж Джурадж II.

## Родина
Дружина — Комніна, донька Івана Комніна Асеня, князя Валони.
Діти:
- Ружина (д/н-1420), княгиня Валони у 1385—1420 роках, дружина Мркша Жарковича